# BK Jenisej Krasnojarsk
Basketbolnyj kloeb Jenisej Kraj Krasnojarsk (Russisch: баскетбольный клуб Енисей Красноярский край) is een Russische professionele basketbalclub uit Krasnojarsk, Siberië, Rusland. Meestal wordt de naam ingekort tot Jenisej Krasnojarsk.

## Geschiedenis
De club werd in 1981 opgericht op basis van het Krasnojarsk Politechnik Instituut en kreeg daarom de naam "Politechnik". In de Sovjettijd speelde het team in de lagere competities, de enige grote prestatie op dat moment werd de overwinning in de USSR Cup in 1988 voor de teams van Siberië en het Verre Oosten beschouwd. In 1989 veranderde de naam in Krastjazjmasj. Na de ineenstorting van de USSR ontving het Krasnojarsk-team geen geld meer en bleef het in de lagere competities van het Russische basketbalkampioenschap. In 1991 veranderde de naam in Eskavo. In 1993 werd de huidige naam van Jenisej aangenomen. In het seizoen 1996/97 won het team het recht om te spelen in de sterkste competitie in de Russische superliga, maar bleef in de Russische superliga B. In 2007 werd Jenisej kampioen van de Russische superliga B, en kon men promoveren naar de Russische superliga. Sinds het seizoen 2011/12 speelt het team in de VTB United League.

## Erelijst
- Landskampioen Rusland: 1 (divisie B)
  - Winnaar: 2007
  - Tweede: 2005, 2006

## Bekende (oud)-spelers
- Vladimir Djatsjok
- Michail Koelagin
- Vasili Zavoroejev
- Kaspars Kambala
- Curtis Millage

## Bekende (oud)-coaches
| - Aleksandr Soendoekov (1993-1995) - Sergej Ivanov (1995-1996) - Viktor Koerilov (1996-1999) - Sergej Ivanov (1999-2001) - Vladimir Petrokovski (2001-2008) - Algirdas Brazys (2001-2008) - Ainars bagatskis (2009-2010) | - Stevan Karadžić (2010-2012) - Milan Kotarats (2012) - Vladislav Konovalov (2012-2013) - Stevan Karadžić (2013-2015) - Oleg Okoelov (2015-2019) - Dražen Anzulović (2019)-2023) - Jovica Arsić (2023-heden) |

## Aanvoerders
| - 2007-2011 – Denis Beljajev - 2011-2015 – Andrej Komarovski - 2015-2016 – Pavel Sergejev - 2016-2019 – Vasili Zavoroejev - 2019-2023 – Aleksandr Goedoemak - 2023-2025 – Sergej Balasjov - 2025-... – |